# كارلوس كورتيز
كارلوس كورتيز (بالإنجليزية: Carlos Cortez)‏ هو مصور وفنان أمريكي، ولد في 13 أغسطس 1923 في ميلواكي في الولايات المتحدة، وتوفي في 19 يناير 2005.